# Tiếng Alekano
Tiếng Alekano là một ngôn ngữ Papua nói ở Gahuku Rural LLG của tỉnh Eastern Highlands, Papua New Guinea. Có chừng 25.000 người nói.
Tiếng Alekano còn gọi là tiếng Gahuku (theo tên bộ tộc lớn nhất) hay tiếng Gama (theo tên bộ tộc lớn thứ nhì). Người nói không thuộc hai bộ tộc trên bác bỏ việc dùng hai cái tên này; tiếng Alekano do vậy trở thành tên gọi chính. "Alekano" có nghĩa là "mang (nó) đến". Tên hai ngôn ngữ gần gũi nói ở phía tây bắc tiếng Alekano, Tokano và Dano, có cùng ý nghĩa.

## Âm vị học
Tiếng Alekano có 5 nguyên âm, tất cả đều không làm tròn, một điều khá hiếm gặp. Ngôn ngữ này có 12 phụ âm, nhưng /w/ chỉ có trong thổ ngữ làng Wanima, trong từ mượn hay một từ vựng phái sinh.

### Nguyên âm
|      | Trước | Sau |
| ---- | ----- | --- |
| Đóng | i     | ɯ   |
| Vừa  | e     | ɤ   |
| Mở   |       | ɑ   |

### Âm tắc thanh hầu
Trong tiếng Alekano, âm tiết có thể kết bằng âm tắc thanh hầu, như trong /ɑʔnesiʔ/ "đủ". Nó hiện không được coi là âm vị. Khi viết, nó được thể hiện bằng dấu sắc: ánesí.

### Phụ âm
|          |           | Đôi môi | Chân răng | Ngạc mềm | Thanh hầu |
| -------- | --------- | ------- | --------- | -------- | --------- |
| Mũi      | Mũi       | m       | n         |          |           |
| Tắc      | Tắc       | p       | t         | k        |           |
| Tiếp cận | Tiếp cận  | β       | l~ɽ       | ɣ        | h         |
| Xuýt     | vô thanh  |         | s         |          |           |
| Xuýt     | hữu thanh |         | z         |          |           |

Âm cạnh lưỡi là [l] ở đầu từ, [ɽ] ở giữa nguyên âm.

### Âm tiết
Âm tiết phức tạp nhất có dạng /CVVʔ/: VV có thể là nguyên âm đôi: /iɯ/ hay giữa /ɑ/, /e/, /ɤ/ với /i/ hay /ɯ/ (ví dụ, /ɑi/).

### Thanh điệu
Tiếng Alekano có thanh cao và thanh thấp, song chúng có vai trò không mấy quan trọng.

## Ngữ pháp
Tiếng Alekano là một ngôn ngữ chủ-tân-động (SOV).

## Hệ chữ viết
Tiếng Alekano dùng bảng chữ cái Latinh.
| IPA    | ɑ  | e  | ɣ  | h  | i  | k  | l  | m  | n  | ɤ  | p  | s  | z  | t  | ɯ  | β  |
| Letter | Aa | Ee | Gg | Hh | Ii | Kk | Ll | Mm | Nn | Oo | Pp | Ss | Zz | Tt | Uu | Vv |